# Pichonia
Genre
Classification phylogénétique
Pichonia est un genre de plantes à fleurs de la famille des Sapotaceae. Ce sont des arbres et des arbustes originaires des Moluques et de Nouvelle-Calédonie.

## Synonymes
- Rhamnoluma Baill., Bull. Mens. Soc. Linn. Paris 2: 894 (1890).
- Epiluma Baill., Hist. Pl. 11: 287 (1892).
- Arnanthus Baehni, Arch. Sci. 17(1): 78 (1964).

## Quelques espèces
- Pichonia balansana
- Pichonia calomeris
- Pichonia elliptica
- Pichonia lauterbachiana
- Pichonia lecomtei
- Pichonia novo-caledonica
- Pichonia occidentalis
- Pichonia sessiliflora